# رابرت داون
رابرت داون (انگلیسی: Robert Done; ۲۷ آوریل ۱۹۰۴ – ۶ سپتامبر ۱۹۸۲)  بازیکن فوتبال  اهل بریتانیا بود.
از باشگاه‌هایی که در آن بازی کرده‌است می‌توان به باشگاه فوتبال ردینگ و باشگاه فوتبال لیورپول اشاره کرد.